# 瑞龍寺 (大阪市)
瑞龍寺（ずいりゅうじ）は大阪府大阪市浪速区元町にある黄檗宗の仏教寺院。龍・人魚・河童のミイラを所蔵していることでも知られる。

## 歴史

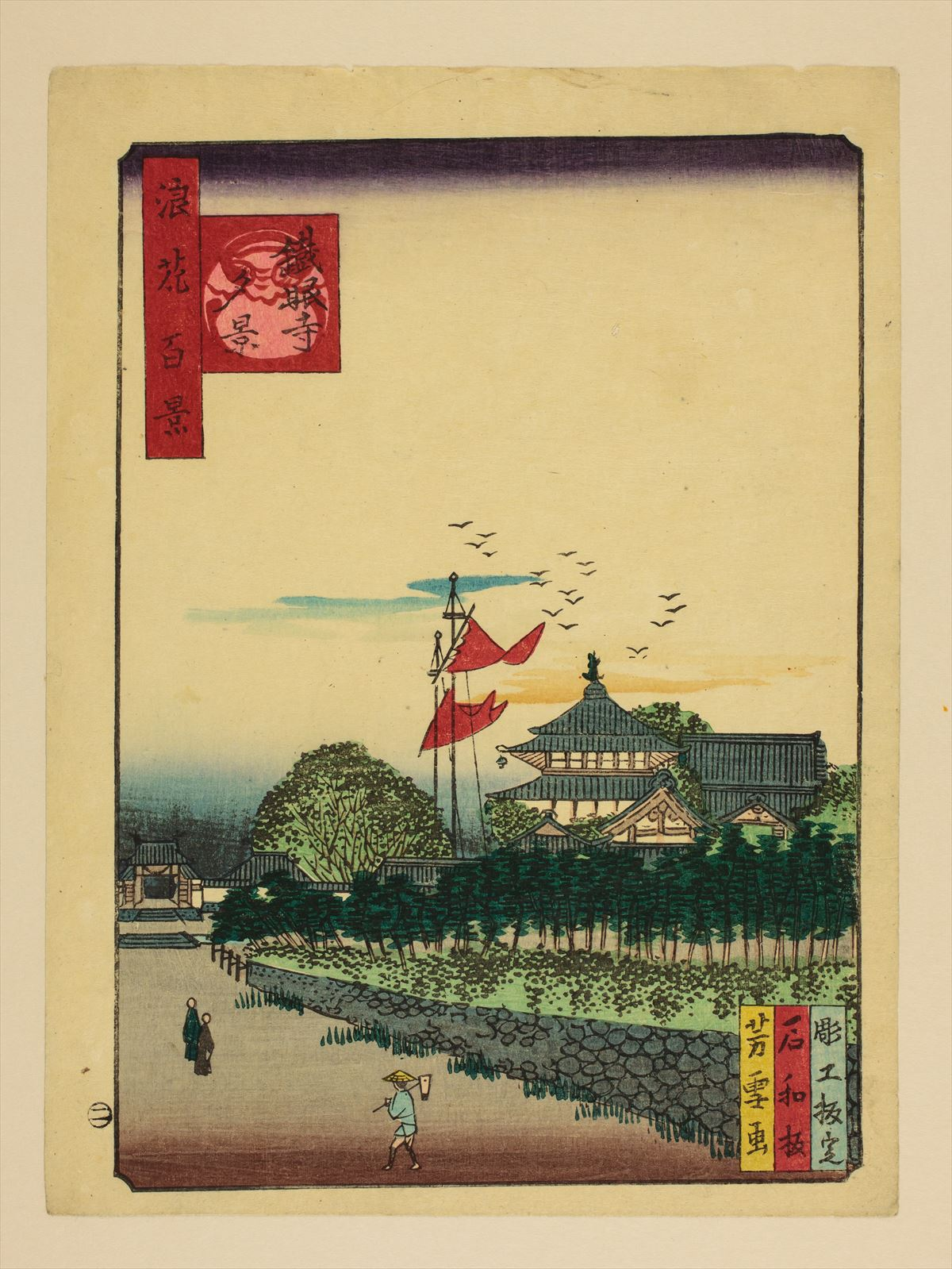
鉄眼寺夕景 (芳雪画　浪花百景)

創建年月不明。はじめは薬師堂であったが、寛文10年（1670年）僧鉄眼道光が再興して瑞龍寺と改称、大坂での黄檗布教の拠点になり、俗に鉄眼寺と呼ばれる。
当時は広大な寺域に諸堂、蓮池、藍畑、綿畑が広がる風景で文人墨客に愛された。
鉄眼は隠元に心服し、師・木庵より授かった経典6,957巻から印刷を決心。一切経の版木の費用を日本全国を巡り托鉢。折からの堀江西一帯の大洪水に集めた募財を被害者救済に使った。2度目の募財ができると、今度は摂河泉平野の大飢饉で借金までして難民救済に当たった。3回目の托鉢でようやく募財が集まったのは14～15年も経っていた。大願成就して、53歳で鉄眼寺で没し「七転八倒五十三年」の言を遺した。
弟子たちは印刷した二千部の一切経を宗旨を問わず日本各地の寺院に納めたという。
現在、一切経版木48,275枚（重要文化財）は萬福寺塔頭宝蔵院（宇治市）の収蔵庫に納められて、今日でも刷られている。
- 昭和20年（1945年）3月13日の大阪大空襲で全焼。
- 昭和25年（1950年）本堂を木造で再建（後に鉄筋コンクリート造で再建）。

## 境内

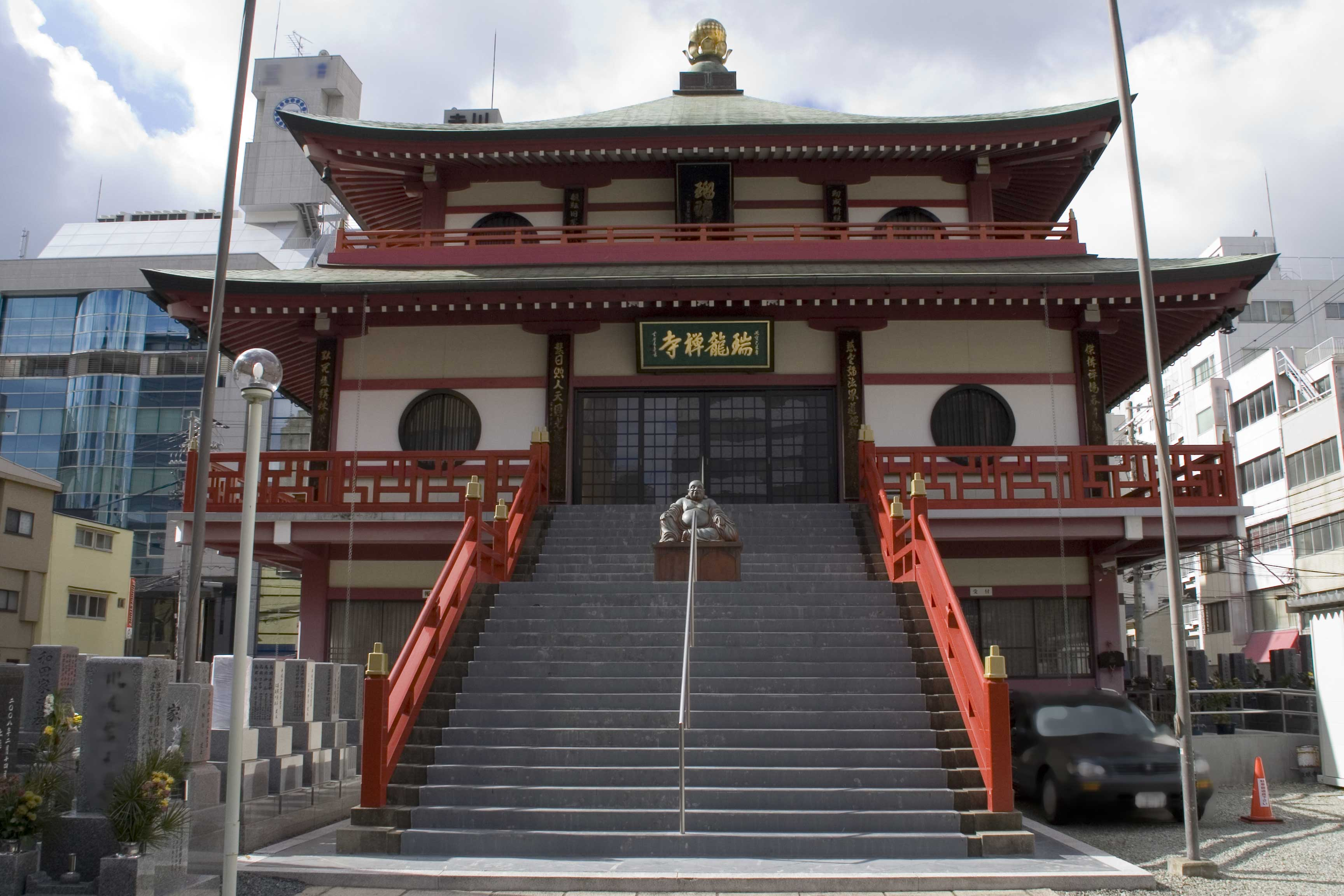
本堂

- 鉄眼禅師荼毘処地　　大阪市顕彰史跡・顕彰碑　　昭和54年（1979年）3月建立。
- 天悦即禅信士之塔　　天和3年（1683年）8月2日、家嗣甚兵衛敬立。
- 開運稲荷　　宝暦元年（1751年）河内屋作兵衛創建。
- 延命地蔵　　元禄9年（1696年）鉄眼が設立。
- 厄除慈母観音　　戦災死者の慰霊と災難除けのため、昭和50年3月13日開眼。
- 暁鐘成翁墓　　明治44年（1911年）木村貞次郎・生田南水建立。
- 松木淡淡墓
- 水元其梁墓
- 八千房代々墓
- 芭蕉・其角墓　　昭和51年（1976年）再建。

## 交通
- Osaka Metroなんば駅より徒歩6分

## 関連図書
- 源了円『鉄眼 - 仮字法語・化縁之疏』講談社、1994年
- 角川日本地名大辞典編纂委員会編『角川日本地名大辞典27 大阪府』角川書店、1983年、650-651頁

## 関連事項
- 三宝寺